# NGC 231
NGC 231 là một cụm sao mở trong Đám mây Magellan nhỏ. Nó nằm trong chòm sao Đỗ Quyên. Nó được phát hiện vào ngày 1 tháng 8 năm 1826 bởi James Dunlop.